# Banco del Libro

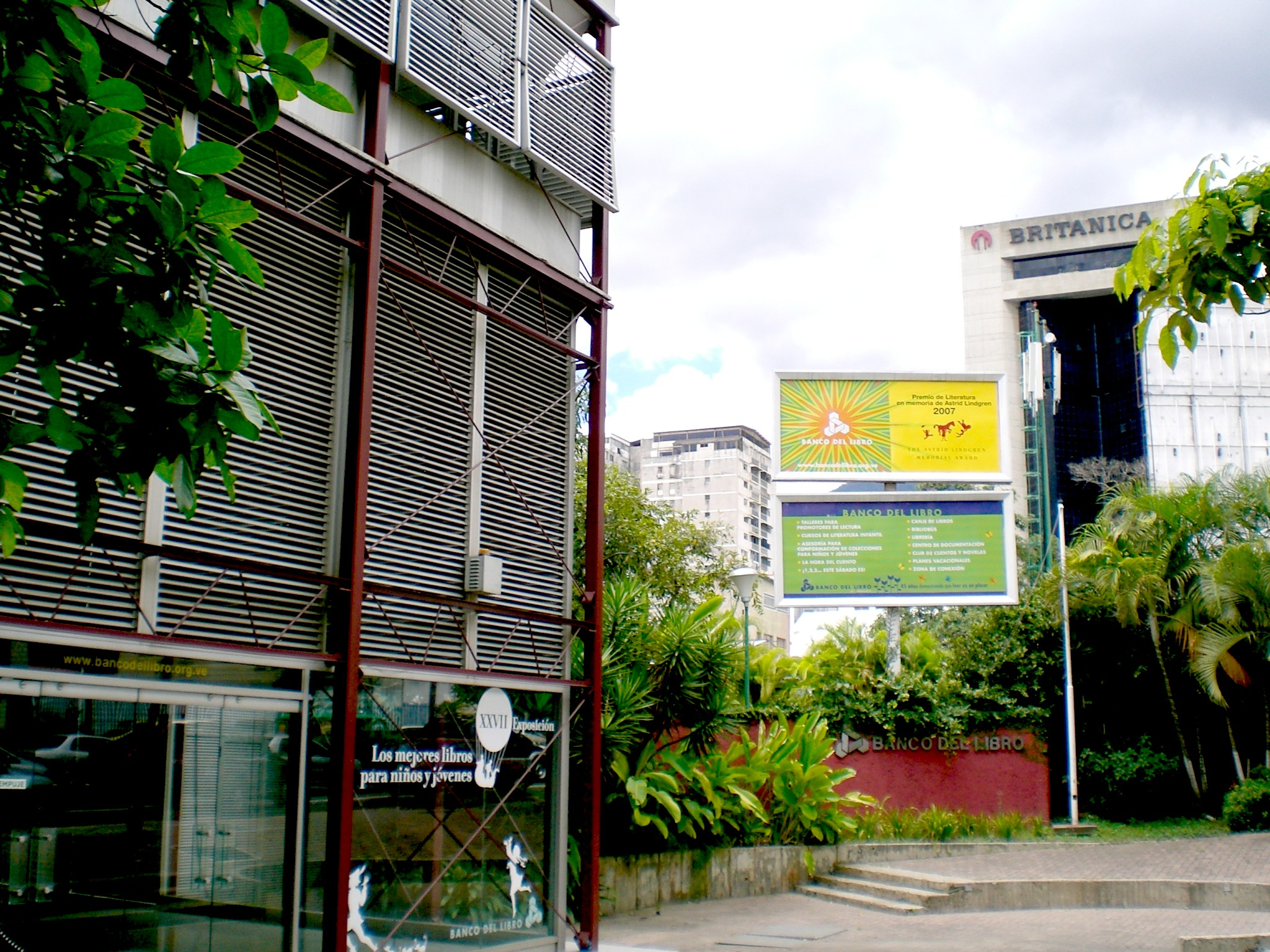
Banco del libro i Caracas i Venezuela.

Banco del Libro är en ideell organisation för barnlitteratur. Organisationen har sitt huvudkontor i Caracas, Venezuela och startades 1960, då ett center för utbyte av textböcker - därav namnet Banco del Libro (Bokbanken) grundades. Sedan dess har Banco del Libro vuxit och arbetar för att främja läsande i Venezuela, inom alla tänkbara områden och genrer inom barnlitteraturen. Banco del Libro är statligt finansierat till en fjärdedel. Detta är ett medvetet beslut, då man inte vill vara alltför beroende av politiker. 
Ett projekt heter "Leer para vivir" (Läsa för att leva) som startade vid den stora översvämningen i kustlandet 1999. Ordförande Carmen Diana Dearden och andra från organisationen reste ut till Vargas med böcker och läste sagor och pratade med barnen. Detta kallade de biblioterapi och det har fungerat som förebild vid andra katastrofer.

## Priser
- 1988 - IBBY's Reading Promotion Award.
- 1988 - IFLA:s Cuust van Wesemael Award..
- 2007 - Litteraturpriset till Astrid Lindgrens minne.